# جورج إل. باك
جورج إل. باك (بالإنجليزية: George L. Buck)‏ هو شخصية أعمال وسياسي أمريكي، ولد في 20 يوليو 1866، وتوفي في 6 ديسمبر 1939. حزبياً، نشط في الحزب الجمهوري. وقد انتخب عضو مجلس ولاية ويسكونسن.